# Dólar neozelandês
O dólar neozelandês ou dólar da Nova Zelândia (sinal : $ ; código : NZD) (Língua Maori : Tara o Aotearoa) é a moeda legal da Nova Zelândia, Ilhas Cook, Niue, Dependência de Ross, Tokelau e um território britânico, as Ilhas Pitcairn. Dentro da Nova Zelândia, é quase sempre abreviado com o cifrão ($), com "NZ $" às vezes usado para distingui-lo de outras dólar-moedas denominadas. No contexto do comércio de moedas, muitas vezes é informalmente chamado de "Kiwi", uma vez que a Nova Zelândia é comummente associada à ave indígena e a moeda de um dólar representa um kiwi . É subdividida em 100 centavos . 

## História
Antes da introdução do dólar neozelandês em 1967, a libra neozelandesa era a moeda da Nova Zelândia, que era distinta da libra esterlina desde 1933. A libra usou o sistema £sd , no qual a libra foi dividida em 20 xelins e cada xelim foi dividido em 12 centavos, que na década de 1950 foi considerado complicado e pesado. A mudança para a moeda decimal foi proposta na Nova Zelândia desde a década de 1930, embora apenas na década de 1950 algum plano se tenha concretizado.
Em 1957, um comité foi criado pelo governo para investigar a moeda decimal. A ideia caiu em terreno fértil e, em 1963, o governo decidiu tornar decimal a moeda neozelandesa. A Decimal Currency Act foi aprovada em 1964, estabelecendo a data de transição para 10 de Julho de 1967. Palavras como "fern", "kiwi" e "zeal" foram propostas para evitar confusão com a palavra "dólar", que muitas pessoas na época associavam ao dólar dos Estados Unidos. No final, a palavra "dólar" foi escolhida de qualquer maneira, vinda de uma personificação de um personagem de desenho animado chamado "Mr. Dollar" e tornou-se o símbolo da transição numa enorme campanha publicitária.
Em 10 Julho de 1967 ( "Dia Moeda Decimal"), o dólar da Nova Zelândia foi introduzido para substituir a libra a uma taxa de dois dólares para uma libra (um dólar a dez xelins, dez centavos a um xelim, 5 / 6 centavo para um centavo). Cerca de 27 milhões de novas notas foram impressas e 165 milhões de novas moedas foram cunhadas para a mudança.

### Taxa de câmbio
O dólar neozelandês foi inicialmente atrelado ao dólar dos EUA a US $ 1,43 = NZ $ 1. Essa taxa mudou em 21 de novembro do mesmo ano para US $ 1,12 = NZ $ 1 após a desvalorização da libra britânica, embora a Nova Zelândia se tenha desvalorizado mais que o Reino Unido. Em 1971, os EUA desvalorizaram o seu dólar em relação ao ouro, levando a Nova Zelândia em 23 de dezembro a atrelar o seu dólar a US $ 1.216 com uma variação de 4,5%, mantendo o mesmo valor de ouro.
De 9 de Julho de 1973 a 4 de Março de 1985, o valor do dólar foi determinado a partir de uma cesta de moedas ponderada pelo comércio. O NZ $ foi lançado em 4 de Março de 1985 na taxa inicial de US $ 0,4444. Desde então, o valor do dólar foi determinado pelos mercados financeiros e está na faixa de US $ 0,39 a 0,88. A baixa pós-flutuação do dólar foi de US $ 0,3922 em 22 de Novembro de 2000, e alcançou uma alta pós-flutuação em 9 de Julho de 2014 de US $ 0,8821.
Grande parte dessa variação de médio prazo na taxa de câmbio tem sido atribuída a diferenças nas taxas de juros. O valor do dólar da Nova Zelândia muitas vezes é fortemente afectada pela troca de moeda, e está entre as 10 moedas mais negociadas. Em 11 de Junho de 2007, o Reserve Bank vendeu um valor desconhecido de dólares da Nova Zelândia por nove biliões de dólares numa tentativa de reduzir seu valor. Esta é a primeira intervenção nos mercados pelo Banco desde o dia de 1985. Duas intervenções suspeitas se seguiram, mas não foram tão bem sucedidas quanto a primeira: a primeira pareceu ser inicialmente efectiva, com o dólar caindo para aproximadamente US $ 0.7490 de perto de US $ 0.7620. No entanto, em pouco mais de um mês, subiu para novas máximas pós-flutuação, alcançando US $ 0,8103 em 23 de Julho de 2007. Depois de atingir seu recorde pós-flutuação no início de 2008, o valor do NZ $ descaiu em grande parte do segundo semestre de 2008 e no primeiro trimestre de 2009 como resposta à desaceleração económica global e fuga de investidores de "maior risco" moedas como o NZ $. O NZ $ chegou ao fundo em aproximadamente US $ 0,50 em 6 de março de 2009. No entanto, ele recuperou-se fortemente com o avanço do ano, alcançando a faixa de US $ 0,75 em Novembro de 2009. No final de 2012, o dólar estava a US $ 0,85, sendo que no início de Junho de 2017, o NZD estava a ser negociado a aproximadamente US $ 0,71.

## Moedas
Na introdução do dólar, as moedas vinham nas denominações 1c, 2c, 5c, 10c, 20c e 50c. As moedas 1c e 2c eram de bronze, as outras eram cuproníquel. Para facilitar a transição, os 5c, 10c e 20c eram do mesmo tamanho que os seis centavos, xelins e florins que eles substituíram. Até 1970, a moeda 10c trazia a legenda adicional "One Shilling" (Um Xelim). Os desenhos inversos de todas as moedas apresentavam o retrato de Arnold Machin da rainha Elizabeth II, com a legenda ELIZABETH II NEW ZEALAND [data]. Os versos das moedas introduzidas em 1967 não seguiram os desenhos originalmente destinados a eles. Aquelas artes modernas e esculturas temáticas foram para um jornal e encontraram uma reacção pública muito negativa. Os lançamentos finais receberam designs mais conservadores, de acordo com as expectativas do público. Em 1986, a Nova Zelândia adoptou o novo retrato da Rainha de Raphael Maklouf. As moedas 1c e 2c foram cunhadas em último lugar para circulação em 1987, sendo as moedas de colecção feitas em 1988. As moedas foram desmonetizadas em 30 de Abril de 1990. A falta de moedas de 1c e 2c significava que as transacções em numerário eram normalmente arredondadas para a moeda mais próxima. 5c (10c de 2006), um processo conhecido como arredondamento sueco. Em 11 de fevereiro de 1991, foram introduzidas moedas de alumínio e bronze de US $ 1 e US $ 2 para substituir as notas de US $ 1 e US $ 2 existentes. Em 1999, o retrato de Ian Rank-Broadley da Rainha foi apresentado e a legenda reorganizada para ser ler NEW ZELAND ELIZABETH II. Em 11 de Novembro de 2004, o Reserve Bank anunciou que propôs retirar a moeda 5c de circulação e fazer as moedas 50c, 20c e 10c menores e usar aço laminado para torná-las mais leves. Após um período de apresentação pública de três meses que terminou em 4 de fevereiro de 2005, o Banco da Reserva anunciou em 31 de março que iria prosseguir com as mudanças propostas. O período de transição começou em 31 de Julho de 2006, com as moedas antigas utilizáveis até 31 de Outubro de 2006. As antigas peças 50c, 20c, 10c e 5c já não têm curso legal mas são ainda reembolsáveis no Banco da Reserva. Antes da mudança sobre essas moedas, ambas eram semelhantes, excepto pela legenda e arte reversa, sendo aceitas por máquinas de venda automática.